# ونلس
ونلس (به فرانسوی: Venelles) یک کمون در فرانسه است که در Canton of Aix-en-Provence-Nord-Est واقع شده‌است.

## خصوصیات
ونلس ۲۰٫۵۴ کیلومترمربع مساحت و ۸٬۱۰۰ نفر جمعیت دارد و ۴۰۹ متر بالاتر از سطح دریا واقع شده‌است.